# UPDATE (SQL)
UPDATEステートメントは、SQL におけるデータ操作言語 (DML) のステートメントの1つで、テーブル内の1つもしくは複数のレコードのデータを更新する。WHERE句が省略されている場合はすべてのレコードが、指定されている場合はその条件式を満たす一部のレコードだけが、一括して更新される。

## 構文
```
UPDATE
 テーブル名 SET 列名1 = 値1 [,列名2 = 値2...] [WHERE 条件式];
```

正常に更新が行われるためには、更新されるテーブルや列に対する更新権限をユーザが持っている必要がある。また、更新後の値がPRIMARY KEY制約、一意性制約、CHECK制約、NOT NULL制約などに違反しないことが必要である。

## 例

### 基本構文
テーブル "t" に対し、列 "c2" の値が a であれば、列 "c1" の値を 1 にセットする。
```
UPDATE
 
t
 
SET
 
c1
 
=
 
1
 
WHERE
 
c2
 
=
 
'a'
;

```

テーブル "t" に対し、列 "c2" の値が a であれば、列 "c1" の値に 1 を加算する。
```
UPDATE
 
t
 
SET
 
c1
 
=
 
c1
 
+
 
1
 
WHERE
 
c2
 
=
 
'a'
;

```

1つのUPDATEステートメントで複数列を更新することも可能である。下の例では、テーブル "t" に対し、列 "c1" の値に 1 を、列 "c2" の値に 2 をセットする。
```
UPDATE
 
test
 
SET
 
c1
 
=
 
1
,
 
c2
 
=
 
2
;

```

### 結合
他のテーブルと結合した結果により更新を行う場合、サブクエリ（副次問い合わせ）を用いる方法と、SELECT ステートメントと類似の結合式を用いる方法がある。以下の例はどちらも、テーブル "t1" に対し、列 "a2" の値が、テーブル "t2" の列 "b1" の値が 0 であるすべてのレコードにおける列 "b2" の値のいずれかと一致すれば、列 "a1" に 2 をセットする。
サブクエリ
```
UPDATE
 
t1
 

   
SET
 
a1
 
=
 
2
    

 
WHERE
 
a2
 
IN
 
(
SELECT
 
b2
 
FROM
 
t2
 
WHERE
 
b1
 
=
 
0
);

```

結合
```
UPDATE
 
t1
 

   
SET
 
a1
 
=
 
2

  
FROM
 
t2

 
WHERE
 
t1
.
a2
 
=
 
t2
.
b2
 
AND
 
t2
.
b1
 
=
 
0
;

```